# EOKA
EOKA (Grieks: Εθνική Οργάνωσις Κυπρίων Αγωνιστών, Ethniki Organosis Kyprion Agoniston), de "Nationale Organisatie van Cypriotische Strijders"), was een Grieks-Cypriotisch nationalistische organisatie opgericht in 1954 die vocht tegen de Britse troepen en voor een unie met Griekenland. De leden van EOKA zijn "Helleens" nationalistisch rechts en streven naar enosis met Griekenland. Uit EOKA ontstond in de jaren 1960 als politieke partij de Eenheidspartij.
Na de onafhankelijkheid ontstond EOKA-II (ook EOKA-B genoemd), een radicale, paramilitaire afsplitsing van de EOKA-I (ook EOKA-A genoemd). De EOKA-II staat bekend om zijn terroristische aanslagen op de Turkse bevolking in Cyprus. Zo zijn zij bekend van moord, afpersing, verkrachting en andere soorten geweld.
In juni 1974 werden er veel Turken vermoord en op 5 juni 1974 volgde een coup om de Grieks-Cypriotische president Makarios III omver te werpen onder leiding van Nicos Sampson. Dit was aanleiding voor de Turkse invasie van Cyprus.
Tegenwoordig is EOKA een "normale" organisatie en is ze ontwapend. De voetbalclub van Magusa heeft nog het logo en is nog bekend als de Griekse 'FC EOKA'. De oud-Grieks-Cypriotische president Tassos Papadopoulos was in de late vijftiger jaren actief in het PEKA, de politieke tak van EOKA.